# مشروع ليلى (ألبوم)
مشروع ليلى هو الألبوم الأول لفرقة مشروع ليلى اللبنانية وصدر في 2009 وقد احتوى الألبوم على تسع أغانٍ.

## خلفية
مواضيع الألبوم تتنوع مابين التعبير عن الواقع وانتقاد لاذع له أحياناً، تناقش الحب والحرب والزواج وظروف العيش خاصةً في المجتمع اللبناني. قامت شركة الإنتاج «بي روتس» باختيار أغانيها.

## شم الياسمين
إحتلت الأغنية الخامسة في الألبوم المسماة «شم الياسمين» ضجّة كبيرة بسبب هوية الأغنية التي تحكي عن تجربة حب مثلية ما بين شابين أحدهم متزوج ولديه أولاد والآخر يشعر بالحنين له.
اكتفت الفرقة بعد موجة من الانتقاد لمثليّة الأغنية أولاً و«لسطحية الكلمات» القول بأنها لن تتراجع عن طرقها الموسيقية، ولكن بالذات الوقت نفت أن تكون تستهدف إثارة الجدّل. اعتبر البعض أن أغنية شم الياسمين تضفي هوية مثلية على الفرقة غير إن حامد سنو مغني الفرقة صرح بأن «شم الياسمين كانت حصيلة تجربة خاصة بأحد أعضاء الفرقة فإذا حصل وتقاطعت تجاربنا مع تجارب غيرنا فهذا لا يعني أننا نغني عن المثليين أو غيرهم».

## الأغاني
جميع الأغاني من تأليف مشروع ليلى. 
| 1. | "فساتين"      | 3:03 |
| 2. | "عبوة"        | 3:30 |
| 3. | "من الطابور"  | 3:28 |
| 4. | "الحاجز"      | 3:23 |
| 5. | "شم الياسمين" | 5:10 |
| 6. | "إم بِم بليلح" | 2:32 |
| 7. | "لَتلِت"        | 3:06 |
| 8. | "خليها ذكرى"  | 4:18 |
| 9. | "رقصة ليلى"   | 8:43 |